# مارک اس. اینچ
مارک اس. اینچ (انگلیسی: Mark S. Inch) سرلشکر بازنشسته نیروی زمینی ایالات متحده آمریکا است که به عنوان نهمین اداره کننده اداره فدرالی زندان‌ها ایالات متحده فعالیت کرد. او در ۱۸ مه ۲۰۱۸ از این سمت استعفا داد.
همچنین برندهٔ جوایزی همچون نشان خدمات برجسته (ارتش آمریکا) و نشان ستاره برنزی شده‌است.